# Сага о Дриззте
Цикл романов о Дзирте До’Урдене — книжный цикл Роберта Сальваторе, действие которого происходит в вымышленной вселенной Forgotten Realms. Жанр цикла чаще всего определяют как игровое или героическое фэнтези. Главный герой цикла — дроу-следопыт по имени Дзирт До'Урден.
Цикл не имеет общего официального названия, но определенным распространением пользуются названия: «Сага о Дзирте», «Цикл о Дзирте До’Урдене», «Сага о темном эльфе», «Дзирт До’Урден» и так далее. Иногда для обозначения всего цикла пользуются названием первой трилогии «Тёмный Эльф».
На данный момент написано 40 книг, последняя из которых издана в августе 2023 года.
Кроме романов цикл включает в себя и несколько рассказов: «Темное зеркало», «Вступительный взнос», «Друзья познаются в беде» и короткий приквел «Гвенвивар».

## Структура цикла
- Трилогия «Тёмный Эльф» (Dark Elf trilogy):
  - «Отступник» (Homeland)
  - «Изгнанник» (Exile)
  - «Воин» (Sojourn)
- Трилогия «Долина Ледяного Ветра» (Icewind Dale trilogy):
  - «Магический кристалл» (The Crystal Shard)
  - «Серебряные стрелы» (Streams of Silver)
  - «Проклятие рубина» (The Halfling’s Gem)
- Серия «Наследие дроу»:
  - «Тёмное наследие» (the Legacy)
  - «Беззвездная ночь» (Starless Night)
  - «Нашествие тьмы» (Siege of Darkness)
  - «Путь к рассвету» (Passage to Dawn)
- Трилогия «Темные тропы»:
  - «Незримый клинок» (Silent Blade)
  - «Хребет мира» (Spine of the World)
  - «Море мечей» (Sea of Swords)
- Трилогия «Клинки охотника» (The Hunter’s Blades):
  - «Тысяча орков» (The Thousand Orcs)
  - «Одинокий дроу» (The Lone Drow)
  - «Два меча» (The Two Swords)
- «Эволюция» (Transitions)[1]:
  - «Король Орков» (The Orc King)
  - «Король Пиратов» (The Pirate King)
  - «Король Призраков» (The Ghost King)
- Цикл «Невервинтер» (Neverwinter):
  - «Гонтлгрим» (Gauntlgrym)
  - «Невервинтер» (Neverwinter)
  - «Коготь Харона» (Charon’s Claw)
  - «Последний Порог» (Last Threshold)
- «Раскол» (The Sundering):
  - «Компаньоны» (Companions)
- «Кодекс компаньона» (The Companion’s Codex):
  - «Ночь охотника» (Night of the Hunter)
  - «Восстание короля» (Rise of the King)
  - «Месть железного дворфа» (Vengeance of the Iron Dwarf)
- «Возвращение домой» (The Homecoming):
  - «Архимаг» (Archmage)
  - «Маэстро» (Maestro)
  - «Герой» (Hero)
- Поколения (Generations)
  - Вне времени (Timeless)[2]
  - Предел не положен (Boundless)
  - Без пощады(Relentless)
- The Way of the Drow
  - Starlight Enclave (2021)
  - Glacier's Edge (2022)
  - Lolth's Warrior (2023)

## Хронология и порядок чтения
Роберт Сальваторе начал работу над циклом с трилогии «Долины Ледяного Ветра». По первоначальным замыслам писателя, главным персонажем должен был быть варвар Вульфгар, а Дзирт До'Урден — его спутником. Однако дроу-следопыт быстро завоевал любовь читателей и стал намного популярнее Вульфгара. Сальваторе решил написать трилогию-приквел, повествующую о жизни Дзирта до прибытия в Долину Ледяного Ветра — о его семье, детстве и юности, жизни в Мензоберранзане и о том, как он в итоге покинул Подземье. В последующих книгах Дзирт окончательно обозначается как главный персонаж всей серии (только роман «Хребет мира» полностью посвящён Вульфгару).
Существует сюжетное ответвление от цикла — трилогия «Наемные клинки», которая повествует о приключениях наемника Джарлакса и Артемиса Энтрери. Эти персонажи играли важную роль в книгах «Саги о Дзирте» и приобрели большую популярность. В связи с этим, Роберт Сальваторе решил написать самостоятельную трилогию, с Джарлаксом и Артемисом в качестве главных действующих лиц. Книга «Служитель кристалла» первоначально была в составе серии «Тропы тьмы», однако после написания ещё двух романов вошла в состав самостоятельной трилогии «Наемные клинки», а серия «Тропы тьмы» из тетралогии превратилась в трилогию.
Из-за наличия трилогии-приквела «Темный эльф» и трилогии-ответвления «Наемные клинки» возникла путаница в порядке прочтения книг. В таблице ниже приведены произведения в порядке их написания и согласно хронологии литературного времени. В первом столбце в скобках указаны года написания каждого произведения, во втором столбце указаны года описываемых в книге событий, относительно хронологии вымышленного мира (ЛД — Летоисчисление Долины). Курсивом выделены рассказы.
| Порядок написания                        | Хронологический порядок                |
| ---------------------------------------- | -------------------------------------- |
| 1. Магический кристалл (1988)            | 1. Гвенвивар                           |
| 2. Серебряные стрелы (1989)              | 2. Отступник (1297—1328 ЛД)            |
| 3. Проклятие рубина (1990)               | 3. Изгнанник (1338—1340 ЛД)            |
| 4. Отступник (1990)                      | 4. Воин (1340—1347 ЛД)                 |
| 5. Изгнанник (1990)                      | 5. Магический кристалл (1356 ЛД)       |
| 6. Воин (1991)                           | 6. Серебряные стрелы (1356 ЛД)         |
| 7. Темное наследие (1992)                | 7. Проклятие рубина (1356—1357 ЛД)     |
| 8. Темное зеркало (1993)                 | 8. Темное зеркало (1357 ЛД)            |
| 9. Беззвездная ночь (1994)               | 9. Темное наследие (1357 ЛД)           |
| 10. Нашествие тьмы (1995)                | 10. Беззвездная ночь (1357 ЛД)         |
| 11. Гвенвивар (1995)                     | 11. Нашествие тьмы (1358 ЛД)           |
| 12. Путь к рассвету (1996)               | 12. Вступительный взнос (1358 ЛД)      |
| 13. Незримый клинок (1999)               | 13. Путь к рассвету (1364 ЛД)          |
| 14. Хребет Мира (2000)                   | 14. Незримый клинок (1364 ЛД)          |
| 15. Море мечей (2001)                    | 15. Хребет Мира (1365—1369 ЛД)         |
| 16. Тысяча орков (2003)                  | 16. Море Мечей (1369—1370 ЛД)          |
| 17. Одинокий эльф (2003)                 | 17. Тысяча орков (1370 ЛД)             |
| 18. Два меча (2004)                      | 18. Одинокий эльф (1370 ЛД)            |
| 19. Вступительный взнос (2004)           | 19. Два меча (1370—1371 ЛД)            |
| 20. Друзья познаются в беде (2006)       | 20. Друзья познаются в беде            |
| 21. Король орков (2007)                  | 21. Король орков (1371 ЛД)             |
| 22. Король пиратов (2008)                | 22. Король пиратов (1378 ЛД)           |
| 23. Король призраков (2009)              | 23. Король призраков (1386 ЛД)         |
| 24. Гаунтлгрим (2010)                    | 24. Гаунтлгрим (1409 ЛД, 1451—1462 ЛД) |
| 25. Лес Невервинтера (2011)              | 25. Лес Невервинтера (1463 ЛД)         |
| 26. Коготь Харона (2012)                 | 26. Коготь Харона (1463 ЛД)            |
| 27. Последний порог (2013)               | 27. Последний порог (1466 ЛД, 1484 ЛД) |
| 28. Компаньоны (2013)                    | 28. Компаньоны (1462 ЛД, 1484 ЛД)      |
| 29. Ночь охотника (Март 2014)            | 29. Ночь охотника (1484 ЛД)            |
| 30. Восстание короля (Ноябрь 2014)       | 30. Восстание короля (1484 ЛД)         |
| 31. Месть железного дворфа (Март 2015)   | 31. Месть железного дворфа (1484 ЛД)   |
| 32. Архимаг (Сентябрь 2015)              | 32. Архимаг (1485 ЛД)                  |
| 33. Маэстро (Апрель 2016)                | 33. Маэстро                            |
| 34. Герой (Октябрь 2016)                 | 34. Герой                              |
| 35. Вне времени (Август 2018)            | 35. Вне времени                        |
| 36. Предел не положен (Октябрь 2019)     | 36. Предел не положен                  |
| 37. Без пощады (Август 2020)             | 37. Без пощады                         |
| 38. Анклав звёздного света (Август 2021) | 38. Анклав звёздного света             |
| 39. Край ледника (Август 2022)           | 39. Край ледника                       |
| 40. Воин Ллосс (Август 2023)             | 40. Воин Ллосс                         |

## Персонажи цикла

### Главные персонажи
- Дзирт До'Урден

Темный эльф-дроу, который покинул свой родной город Мензоберранзан, став отступником. Отказавшись от кровавого культа паучьей богини Ллос, он ушёл на Поверхность, где странствовал в поисках нового дома. Люди, привыкшие ненавидеть тёмных эльфов, подвергали его гонениям — даже когда он спасал их самих от смерти. Лишь те немногие, кто стал его другом, обнаруживали, что эльф полон благородных принципов и милосердия. Дзирт — следопыт и поклоняется Миликки, богине природы. После долгих странствий, Дзирт нашёл дом и друзей в Долине Ледяного Ветра. После отвоевания подземного города дварфов Мифрил Халла, дроу поселился там, но больше времени проводил в путешествиях в одиночку или со своими друзьями.
- Кэтти-бри

Приемная дочь Бренора, верная подруга Дзирта, а впоследствии — жена. Кэтти-Бри была первой из Долины Ледяного Ветра, кто смог узреть истинное лицо тёмного эльфа Дриззта До’Урдена (а кроме того, смогла в этом убедить многих, в том числе и своего приёмного отца, отчасти). У неё был роман с варваром Вульфгаром, коего также воспитывал Бренор. Однако, после событий, описанных в книге «Тёмное Наследие», она долго оплакивала погибшего друга. По прошествии времени Кэтти-Бри обнаружила, что влюблена в своего старого друга и соратника, Дзитра До’Урдена. Долгое время их любовь никак не развивалась. Только в книге «Два Меча» они стали любовниками.
- Бренор Боевой Топор

Глава дварфского клана Боевых Топоров, восьмой и десятый король Мифрил Халла. Бренор — прямой потомок Гандалуга Боевого Топора, легендарного прародителя клана Боевых Топоров. Когда Бренор был ещё ребёнком по меркам дварфов, его родной город Мифрил Халл был завоеван драконом по имени Мерцающий Мрак (Shimmergloom) и его слугами — дуэргарами. Бренор и остатки его клана потеряли дом и вынуждены были обосноваться на далеком севере, в Долине Ледяного Ветра. В Долине Ледяного Ветра Бренор нашёл настоящих друзей. Кэтти-Бри — девочка, которую он удочерил после гибели её родителей, темный эльф Дриззт До’Урден, варвар из племени Лося Вульфгар и халфлинг Реджис в течение многих лет были его верными спутниками и сопровождали во многих приключениях.
- Вульфгар

Великий герой Утгарта, бывший вождь варварского племени Лося, приемный сын Бренора. Дворф победил Вульфгара в битве, но он заметил нечто необычное в поведении юноши и сохранил ему жизнь. Взамен он потребовал от варвара пять лет рабства. Сначала Вульфгар возненавидел эту сделку, но эти пять лет с Бренором изменили его жизнь. Дворф стал наставником юного варвара, и со временем он узнавал все больше и больше о мире вокруг него. Самое важное, чему он научился от Бренора, это ценности терпения и чести, и он стремился культивировать эти качества в себе. Последние полгода рабства, его учил Дриззт До’Урден — один из лучших друзей Бренора — искусству сражения. После окончания обучения Вульфгар большую часть жизни путешествовал вместе с Дриззтом, Бренором, Кэтти-бри и Реджисом.
- Реджис

Воришка-полурослик из Калимпорта. Первоначально Реджис присоединился к группе следопыта случайно, спасаясь от наемного убийцы
Артемиса Энтрери, но после их первого совместного приключения полурослик всегда сопровождал дроу и его друзей во всех их опасных странствиях.
В 1364 году, когда спутники отправились в Храм Парящего Духа к священнику Кэддерли, чтобы уничтожить могущественный темный артефакт, Реджис был тяжело ранен и едва не умер. После этого его характер изменился — халфлинг стал решительнее, смелее, менее ленивым и более активным. Друзья частенько посмеивались над полуросликом, называли его Пузаном, однако высоко ценили его острый ум, хитрость и ловкость, которые помогали им в тяжелых ситуациях.